# كونتات ودوقات أورليان
هذه القائمة تحتوي على حكام أورليان (كونتات ودوقات) لمنطقة تقع في وسط فرنسا.

## كونتات أورليان

### كونتات أورليان في عهدالميروفنجيين
- ويلشار، حمو كرامن ابن الملك كلوتير الأول.

### كونتات أورليان في عهدالكارولنجيون
- أدريان (767-824)؛ شقيق الملكة هيلدغارد من فينزغاو.
- ماتفريد؛ كونت منذ 818، أحياناً حرم منه.
- أودو الأول.
- روبرت القوي.
- أودو الثاني، لاحقاً أصبح الملك.
- هيو كابيه، لاحقاً أصبح الملك.

### كونتات أورليان في عهدكابيتيون
- فيليب الفرنسي، ابن البكر لـ القديس لويس (لاحقاً فيليب الثالث ملك فرنسا).

## دوقات أورليان

### أسرة فالوا

#### إنشاء الأول (1344)
| الأسم                      | الصورة | الحياة                       | الوالدين                              |
| -------------------------- | ------ | ---------------------------- | ------------------------------------- |
| فيليب من أورليان 1344–1375 |        | 1 يوليو 1336 - 1 سبتمبر 1376 | فيليب السادس ملك فرنسا جوان البرغونية |

توفي فيليب دون ورثة.

#### إنشاء الثاني (1392)
| الأسم                 | الصورة | الحياة                        | الوالدين                          |
| --------------------- | ------ | ----------------------------- | --------------------------------- |
| لويس الأول 1392–1407  |        | 13 مارس 1372 - 23 نوفمبر 1407 | شارل الخامس ملك فرنسا جوان بوربون |
| شارل الأول 1407–1465  |        | 24 نوفمبر 1394 - 5 يناير 1465 | لويس الأول فالنتينا فيسكونتي      |
| لويس الثاني 1465–1515 |        | 27 يونيو 1462 - 1 يناير 1515  | شارل الأول ماري كليفه             |

#### إنشاء الثالث (1519)
| الأسم                 | الصورة | الحياة                       | الوالدين                              |
| --------------------- | ------ | ---------------------------- | ------------------------------------- |
| هنري الثاني 1519–1536 |        | 31 مارس 1519 - 10 يوليو 1559 | فرانسوا الأول ملك فرنسا كلود الفرنسية |

#### إنشاء الرابع (1536)
| الأسم                 | الصورة | الحياة                        | الوالدين                               |
| --------------------- | ------ | ----------------------------- | -------------------------------------- |
| شارل الثاني 1536–1545 |        | 22 يناير 1522 - 9 سبتمبر 1545 | فرانسوا الأول ملك فرنسا وكلود الفرنسية |

#### إنشاء الخامس (1549)
| الأسم                 | الصورة | الحياة                         | الوالدين                            |
| --------------------- | ------ | ------------------------------ | ----------------------------------- |
| لويس الثالث 1549-1550 |        | 3 فبراير 1549 - 24 أكتوبر 1550 | هنري الثاني ملك فرنسا كاثرين ميديشي |

#### إنشاء السادس (1550)
| الأسم                            | الصورة | الحياة                       | الوالدين                   |
| -------------------------------- | ------ | ---------------------------- | -------------------------- |
| شارل الثالث ماكسيمليان 1550–1560 |        | 27 يونيو 1550 - 30 مايو 1574 | هنري الثاني وكاثرين ميديشي |

#### إنشاء السابع (1560)
| الأسم                 | الصورة | الحياة                        | الوالدين                   |
| --------------------- | ------ | ----------------------------- | -------------------------- |
| هنري الثالث 1560–1574 |        | 19 سبتمبر 1551 - 2 أغسطس 1589 | هنري الثاني وكاثرين ميديشي |

### أسرة بوربون

#### إنشاء الثامن (1607)
| الأسم                  | الصورة | الحياة                         | الوالدين                          |
| ---------------------- | ------ | ------------------------------ | --------------------------------- |
| نيكولاس هنري 1607–1611 |        | 16 أبريل 1607 - 17 نوفمبر 1611 | هنري الرابع ملك فرنسا ماري ميديشي |

#### إنشاء التاسع (1626)
مع وفاة نيكولاس هنري، أُعطي اللقب إلى شقيقه غاستون، ومع ذلك لم يصبح رسمياً كـ دوق أورليان، حتى زواجه من وريثة دوقات مونتبينسير ماري دي بوربون، وأنجبت له ابنة واحدة التي أصبحت لاحقاً دوقة مونتبينسير، ومع وفاتها انتقل أغلب ممتلكاتها إلى ابن عمها فيليب الأول، دوق أورليان.
| الأسم            | الصورة | الحياة                        | الوالدين                          |
| ---------------- | ------ | ----------------------------- | --------------------------------- |
| غاستون 1626–1660 |        | 25 أبريل 1608 - 2 فبراير 1660 | هنري الرابع ملك فرنسا ماري ميديشي |

#### إنشاء العاشر (1660)
بعد وفاة غاستون، عادت إقطاعية إلى التاج، ومُنحت لاحقاً إلى فيليب من فرنسا الشقيق لويس الرابع عشر الأصغر، والذي كون ذرية استمرت حتى وقتنا الحاضر، الدوق السادس أصبح آخر ملك لفرنسا، ومع ذلك الفرع من ذريته تطالب بالعرش حتى اليوم.
| الأسم                             | الصورة | الحياة                        | الوالدين                                        |
| --------------------------------- | ------ | ----------------------------- | ----------------------------------------------- |
| فيليب الأول 1660–1701             |        | 21 سبتمبر 1640 - 8 يونيو 1701 | لويس الثالث عشر ملك فرنسا انفانتا آنا الإسبانية |
| فيليب الثاني 1701–1723            |        | 2 أغسطس 1674 - 2 ديسمبر 1723  | فيليب الأول إليزابيث شارلوت بالاتينات           |
| لويس 1723–1752                    |        | 4 أغسطس 1703 - 4 فبراير 1752  | فيليب الثاني فرانسواز-ماري بوربون               |
| لويس فيليب الأول 1752–1785        |        | 12 مايو 1725 - 18 نوفمبر 1785 | لويس مارغرافين أوغسته ماري يوهانا بادن-بادن     |
| لويس فيليب الثاني 1785–1793       |        | 13 أبريل 1747 - 6 نوفمبر 1793 | لويس فيليب الأول لويز هنرييت بوربون             |
| لويس فيليب الثالث 1793–1830       |        | 6 أكتوبر 1773 - 26 أغسطس 1850 | لويس فيليب الثاني لويز ماري أديلايد بوربون      |
| فرديناند فيليبي 1830–1842         |        | 3 سبتمبر 1810 - 13 يوليو 1842 | لويس فيليب الثالث ماريا أماليا الصقليتين        |
| فيليب 1850–1880 (لم يستخدم اللقب) |        | 24 أغسطس 1838 - 8 سبتمبر 1894 | فرديناند فيليب الدوقة هيلين مكلنبورغ-شيفرين     |
| فيليب 1880–1926                   |        | 24 أغسطس 1869 – 28 مارس 1926  | فيليب ماري إيزابيل أورليان                      |

#### أخر
- فرانسوا غاستون ميشيل ماري دي أورليان، دوق أورليان (1935–1960) ابن الثاني لـ هنري، كونت باريس.

#### الحالي
- يستخدم مناصر التشريعية هنري أورليان، كونت باريس رئيس أسرة أورليان، اللقب كونه وريث فيليب الأول، دوق أورليان من نسل الذكور.
- وأيضا مناصر أورليانية جاك دي أورليان الأخ الأصغر لـ كونت باريس ولـ فرانسوا غاستون.